# شهرستان انگلسکی
شهرستان انگلسکی (به لاتین: Engelssky District) یک شهرستان در روسیه است که در استان ساراتوف واقع شده‌است.